# Caproni Campini N.1
Капрони Кампини N.1 (итал. Caproni Campini N.1), известен так же под обозначением Campini-Caproni CC.2 — опытный реактивный истребитель итальянского производства, созданный инженером Секондо Кампини, построенный на заводах фирмы Caproni. Являлся вторым в истории самолётом с воздушно-реактивным двигателем, после немецкого Heinkel He 178, совершившего свой первый полёт ровно за год до Капрони Кампини.

## История
Работы над перспективным реактивным самолётом начались в Италии ещё в середине 30-х под руководством конструктора Кампини. Конструкция двигателя самолёта была не совсем обычной, поскольку в распоряжении итальянцев не было образца реактивного двигателя. Она являлась реактивно-поршневой и состояла из особого составного двигателя, состоящего из V-образного поршневого двигателя с жидкостным охлаждением фирмы Isotta Fraschini, переднего компрессора, объединённого с этим двигателем, и сопла, по которому шёл воздушный поток от компрессора. Эта оригинальная силовая установка, получившая обозначение «Monoreattore», развивала тягу в 750 кгс.
Сам же самолёт представлял собой цельнометаллический низкоплан, с убирающимися шасси и двухместной кабиной.
Первый прототип поднялся в воздух, пилотируемый лётчиком-испытателем Марио Де Бернарди. Это событие зафиксировала Международная авиационная федерация. Самолёт успешно совершил свой первый полёт. Второй прототип совершил полёт 30 ноября 1941 года и стал участником торжественно парада, пролетев над Площадью Венеции в Риме, где за его полётом наблюдал фашистский диктатор Муссолини.
Несмотря на успешно прошедшие испытания, истребитель так и не смог стать серийным. Итальянская авиапромышленность просто не была готова выпускать такой сложный самолёт, к тому же выбранный тип силовой установки был бесперспективным, скорость самолета с ней была равной скорости поршневых истребителей. В конце Второй мировой войны один из прототипов этого истребителя был передан для изучения Великобритании, где его следы и затерялись. Второй прототип сохранился и сейчас является экспонатом и предметом гордости Итальянского музея ВВС, расположенного в городе Браччано.

### Технические характеристики
- Длина — 12,10 м
- Размах крыла — 14,63 м
- Вес пустого / взлётный — 2890 / 4217 кг
- Скорость на расчётной высоте — 359 км/ч
- Дальность — 100 км
- Потолок — 4000 метров
- Двигатель — одна реактивно-поршневая установка «Monoreattore» тягой 750 кгс
- Экипаж — 2 человека
- Стрелковое вооружение — не устанавливалось.

## Галерея

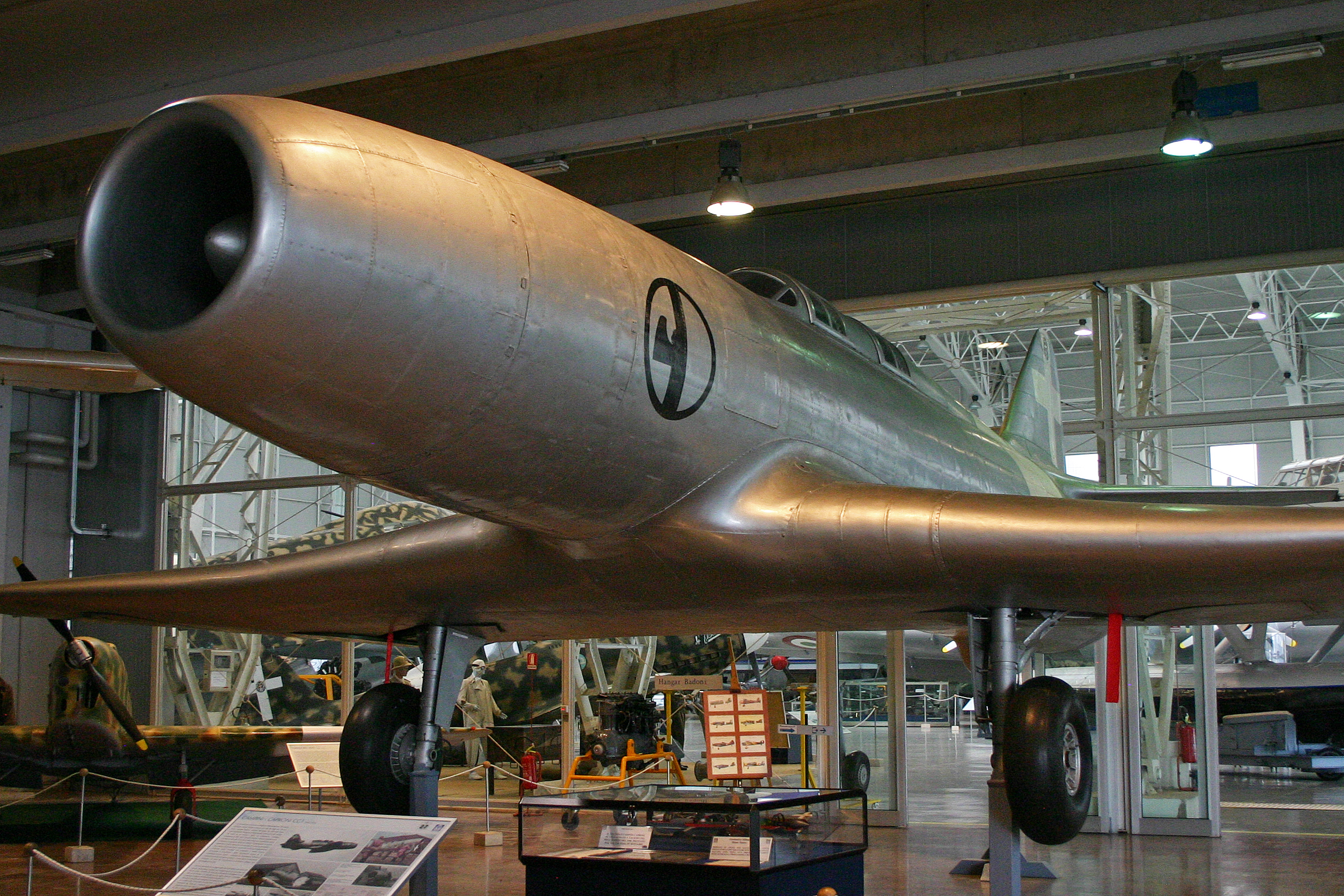
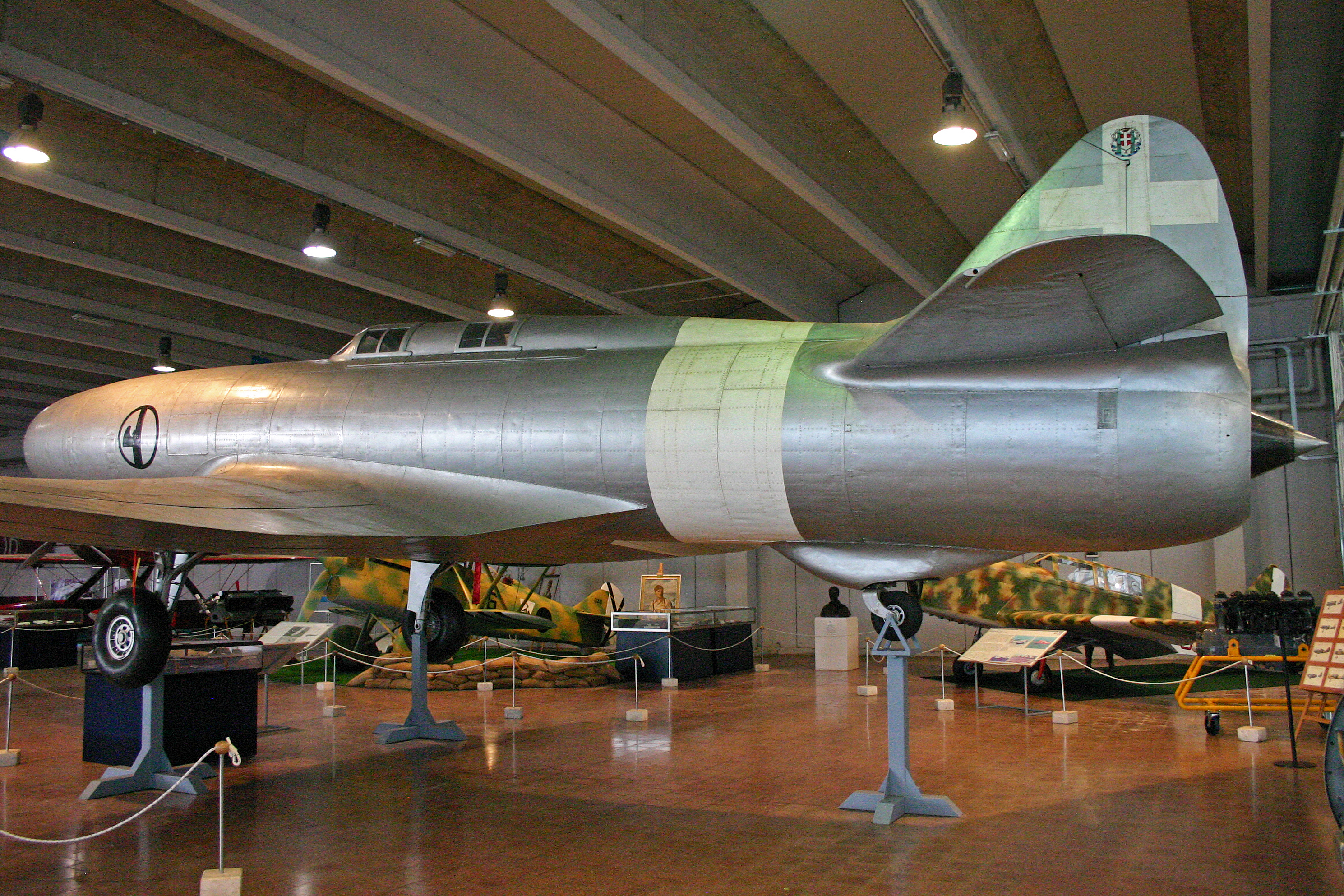
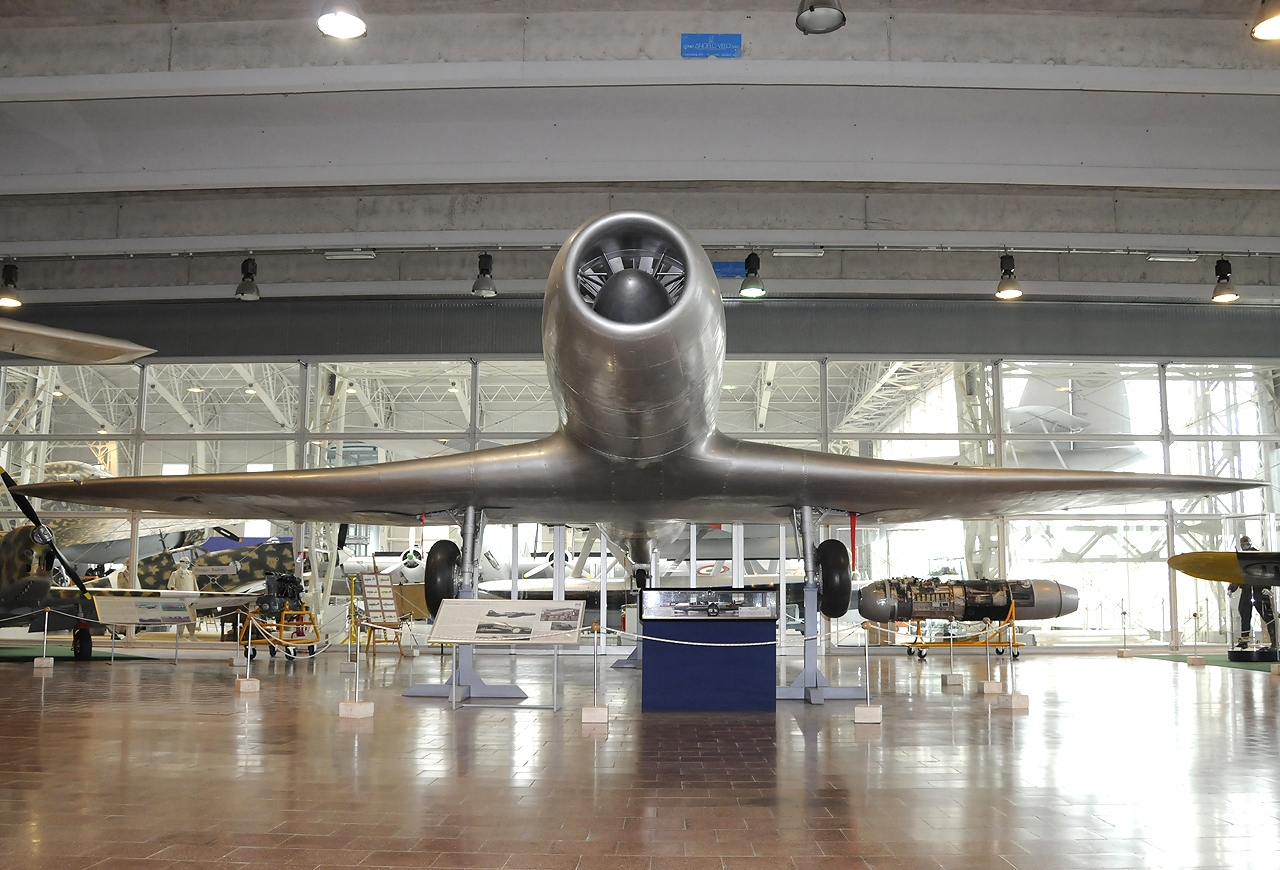
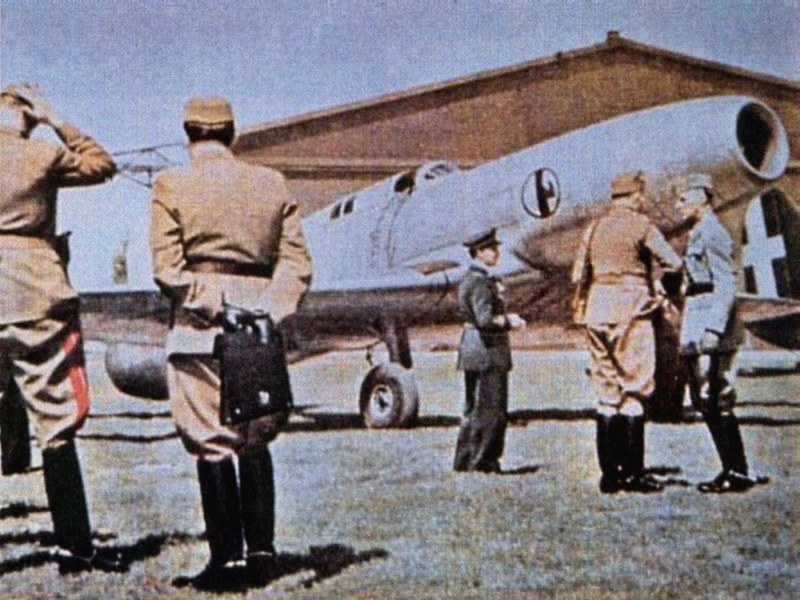
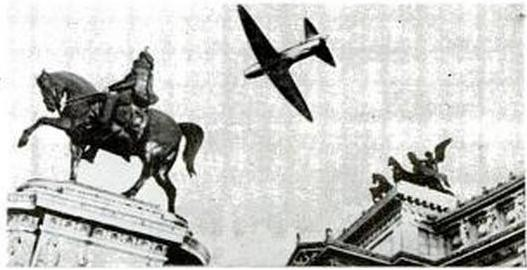
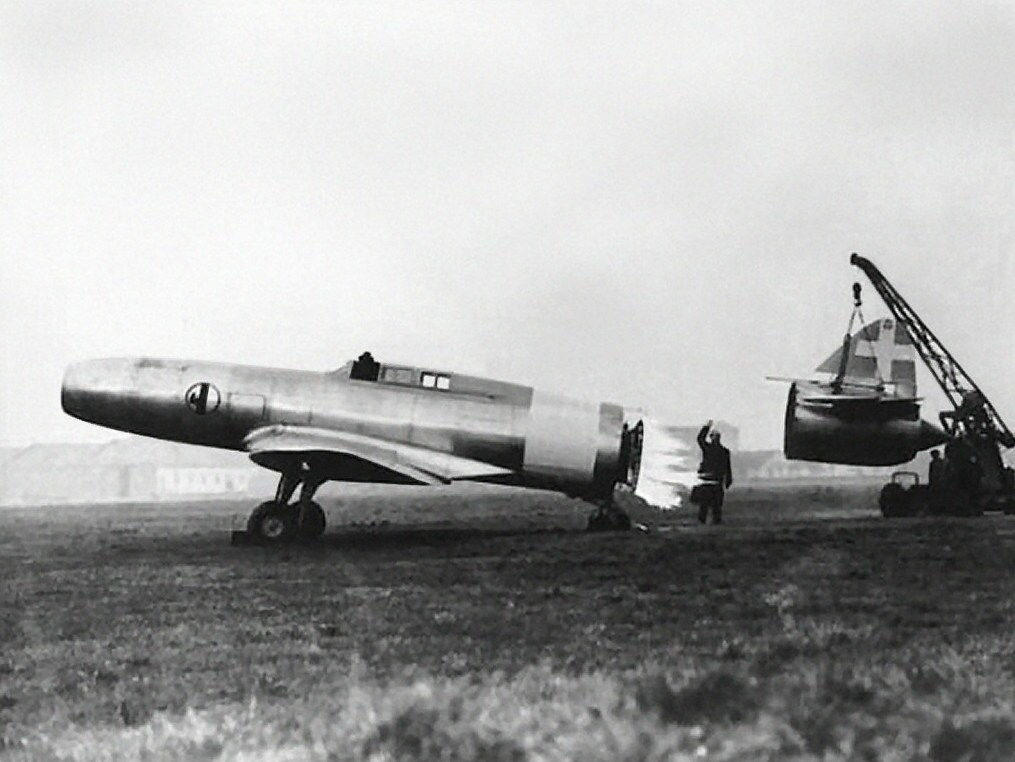